# Magdalena Wróbel (aktorka)
Magdalena Wróbel (ur. 3 sierpnia 1987 w Krakowie) – polska aktorka filmowa, telewizyjna i teatralna.

## Wykształcenie
W 2013 roku ukończyła Państwową Wyższą Szkołę Filmową, Telewizyjną i Teatralną im. Leona Schillera w Łodzi.

## Nagrody
W 2012 roku otrzymała nagrodę „Inwestycja w talent” na 30. Festiwalu Szkół Teatralnych w Łodzi.

## Filmografia

### FIlmy
| Rok  | Tytuł                                 | Rola                   |
| ---- | ------------------------------------- | ---------------------- |
| 2014 | Bogowie                               | pielęgniarka Michalina |
| 2016 | Planeta singli                        | barmanka Edyta         |
| 2018 | Juliusz                               | położna                |
| 2019 | Ja teraz kłamię                       | producentka            |
| 2021 | Bo we mnie jest seks                  | ekspedientka           |
| 2021 | Gdzie diabeł nie może, tam baby pośle | Magda                  |

### Seriale
| Rok       | Tytuł                    | Rola                      | Uwagi                    |
| --------- | ------------------------ | ------------------------- | ------------------------ |
| 2013      | Prawo Agaty              | sprzątaczka Ewelina       | odc. 46                  |
| 2014      | Komisarz Alex            | Dominika                  | odc. 63                  |
| 2015–2019 | Dziewczyny ze Lwowa      | Polina Kłyczko            |                          |
| 2016–2017 | Policjantki i policjanci | sierżant Alicja Morawska  |                          |
| 2016      | Pierwsza miłość          | Żaneta Lasecka            | odc. 2284                |
| 2016      | Ranczo                   | charakteryzatorka         | odc. 127                 |
| 2016      | Druga szansa             | mama koleżanki Kalinki    | odc. 9                   |
| 2016      | Powiedz tak!             | gość na weselu Elżbiety   | odc. 11                  |
| 2018      | Znaki                    | Kalicka, pedagog w liceum | odc. 2, 3                |
| 2020–2021 | Święty                   | gwiazda                   | odc. 69-73, 75-76, 82-83 |
| 2020–2023 | Pierwsza miłość          | Dorota Warska             |                          |
| 2021–2023 | Mecenas Porada           | Zośka Krawczyk            |                          |

## Dubbing
- 2010: Tańczące kwiaty